# Saint-Macaire-en-Mauges
Saint-Macaire-en-Mauges is een plaats en voormalige gemeente in het Franse departement Maine-et-Loire in de regio Pays de la Loire. De plaats maakt deel uit van de commune nouvelle Sèvremoine in het arrondissement Cholet.
Het orgel van de dorpskerk werd in 1925 gebouwd door de firma Le Mintier-Gloton uit Nantes. Het orgel werd in 2019 gerestaureerd.

## Geschiedenis
Toen op 15 maart 2015 het kanton Montfaucon-Montigné werd opgeheven gingen de gemeenten op in het op die dag gevormde kanton Saint-Macaire-en-Mauges. Op 15 december 2015 fuseerde de gemeente met 9 van de 11 gemeenten van het voormalige kanton tot de commune nouvelle Sèvremoine.

## Geografie
De oppervlakte van Saint-Macaire-en-Mauges bedraagt 27,3 km², de bevolkingsdichtheid is 208,3 inwoners per km².
De onderstaande kaart toont de ligging van Saint-Macaire-en-Mauges met de belangrijkste infrastructuur en aangrenzende gemeenten.

## Demografie
Onderstaande figuur toont het verloop van het inwonertal.
Le Longeron · Montfaucon-sur-Moine · Montigné-sur-Moine · La Renaudière · Roussay · Saint-André-de-la-Marche · Saint-Crespin-sur-Moine · Saint-Germain-sur-Moine · Saint-Macaire-en-Mauges · Tillières · Torfou